# Jack Kirby
Jack Kirby, (AFI: [ˈkɜːbi]), pseudonimo di Jacob Kurtzberg (New York, 28 agosto 1917 – Thousand Oaks, 6 febbraio 1994), è stato un fumettista statunitense.
Detto "The King of Comics", è stato uno dei più grandi, celebri e influenti autori di fumetti della storia, prolifico e dallo stile inconfondibile, perfezionando uno stile sempre più riconoscibile spaziando nei vari generi, dal western al romantico, dal poliziesco all'horror, divenendo il modello per generazioni di autori in tutto il mondo, creando un nuovo modo di disegnare fumetti nel quale il dinamismo dei personaggi, le prospettive estremizzate, il design di oggetti tecnologici, la ricerca sperimentale che lo porta a usare la tecnica del collage per la rappresentazione di mondi immaginari e il suo stile nel rappresentare le scene d'azione e le ambientazioni con macchie nere su colori accesi sono tutti elementi che il fumetto dei supereroi ha prima fatto propri e rielaborato negli anni a seguire.
Ha ideato da solo o con altri autori personaggi come Capitan America e decine di altri come i Fantastici Quattro, Thor, Hulk, Iron Man e gli X-Men i quali, ideati nei primi anni sessanta in sodalizio con Stan Lee, resero famosa la Marvel Comics. Negli anni settanta per la DC Comics creò un nuovo universo narrativo nella saga del Quarto Mondo e il postapocalittico Kamandi. Il critico statunitense Adam McGovern afferma che «Kirby ha sempre precorso i tempi e alcune sue idee non sono diventate comuni nei fumetti se non dopo la sua morte. [...] È stato probabilmente il primo fumettista a comporre la pagina come un mosaico drammatico di sequenze e non come una gabbia di vignette statiche. E, ovviamente, quasi tutti i film Marvel ora così famosi sono basati su sue co-creazioni.». Fu uno dei primi grandi autori del fumetto americano a lasciare una major per pubblicare con un editore indipendente.

## Carriera

### Primi anni ed esordi

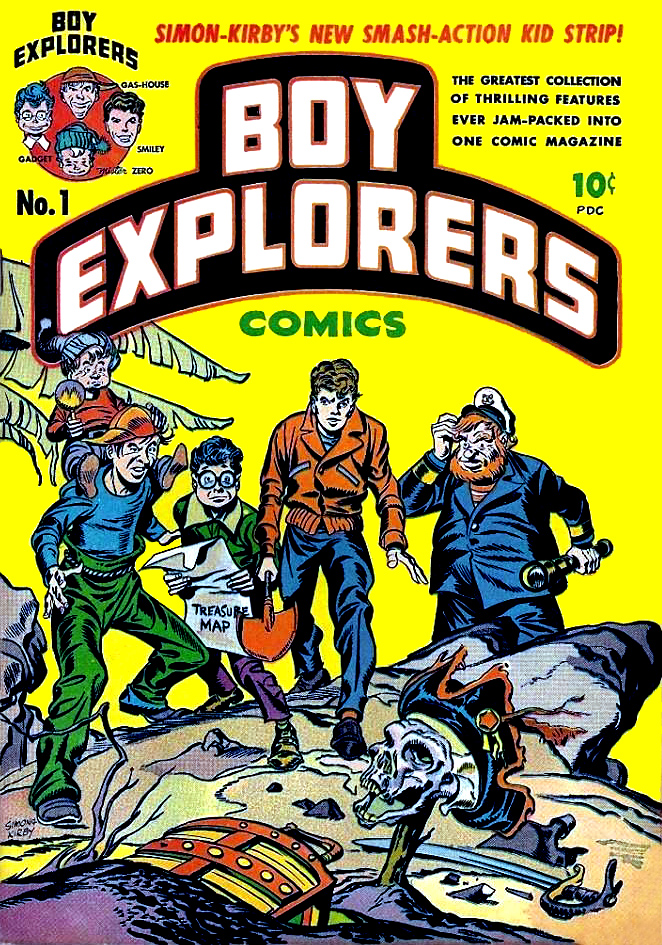
Numero di Boy Explorers.

Kirby nacque nel Lower East Side, un quartiere di Manhattan (New York), il 28 agosto del 1917, figlio di Benjamin Kurtzberg, un operaio presso una fabbrica tessile, e di Rose Bernstein, una casalinga, ambedue immigrati austriaci di origine ebraica.
Iniziò la sua carriera nel campo dell'animazione, lavorando per lo studio dei fratelli Fleischer dal 1935 dove contribuì ai disegni per i cartoni animati di Betty Boop e Popeye. Nel 1936 si unisce al Lincoln Newspaper Syndicate e lavorò per loro fino al 1938, quando l'agenzia chiuse.
Kirby incontrò Joe Simon nel periodo in cui stava lavorando come freelance per vari editori. I due giovani si unirono e cominciarono a produrre fumetti completi, con l'intento di proporli agli editori per venderli. Il duo creò nel 1941 il patriottico eroe Capitan America per la Timely Comics (che successivamente divenne la Marvel), di cui era proprietario Martin Goodman. Lo sfruttamento dinamico della prospettiva, l'uso innovativo delle due pagine centrali, la tecnica cinematica e il senso enfatico dell'azione di Kirby fecero del titolo un immediato successo e riscrissero le regole della composizione della tavole nei fumetti.
Il nome di Simon & Kirby divenne sinonimo di fumetti di supereroi divertenti ed avvincenti. Dopo dieci numeri di Captain America si trasferirono alla DC, dove si insediarono sulle pagine di Sandman pubblicate in Adventure Comics; produssero anche Boy Commandos, Newsboy Legion, e Manhunter.
Con il declino della popolarità dei fumetti supereroistici, avvenuto dopo la Seconda guerra mondiale, Kirby e il suo socio iniziarono a realizzare un variegato assortimento di storie di altro genere. Sono accreditati per aver creato il primo titolo romantico, Young Romance Comics. Oltre a ciò, Kirby e Simon furono autori di fumetti polizieschi, horror, western (Boys' Ranch), ed umoristici.
Il connubio Kirby & Simon si concluse nel 1954, con la pressione esercitata sull'industria del fumetto dalla censura autoimposta e dalla pubblicità negativa. Kirby continuò a elaborare fumetti, reinventando Freccia Verde su Adventure Comics e creando i Challengers of the Unknown, un gruppo di quattro amici che sfidano la morte e l'ignoto senza paura.

### Stan Lee e la Marvel
Kirby ritornò alla Marvel dove disegnò una sequela di immaginifici mostri, storie horror e di fantascienza per i molti titoli antologici della casa editrice. Lo stile originale e le potenti creature di altri mondi di Kirby furono un successo fra i lettori. Con il benestare dell'editore Martin Goodman e del supervisore, direttore artistico e scrittore capo Stan Lee, Kirby iniziò a lavorare di nuovo sui fumetti di supereroi nel 1961.
Kirby partecipò alla creazione di quasi tutti i personaggi Marvel Comics per molti degli anni successivi. Tra i personaggi e le ideazioni più significative ci sono i Fantastici Quattro, Thor, Hulk, Iron Man, gli X-Men originali, Silver Surfer e Galactus, i Vendicatori, il Dottor Destino, Magneto, gli Inumani e la loro città nascosta Attilan, Pantera Nera e la sua nazione Wakanda, situata in Africa.
Il Capitan America di Simon e Kirby fu reintegrato nella continuity Marvel, dopo che Lee aveva notato che il pubblico avrebbe apprezzato il suo ritorno. Di converso, Kirby approvò l'idea di Lee di approfondire la personalità del personaggio.
Kirby collaborò spesso alla stesura delle trame delle storie che disegnava, nello stile del cosiddetto "Metodo Marvel" (Marvel Method), il che lo portò a introdurre elementi che non erano menzionati nelle sceneggiature di Lee; in particolare, a Kirby si attribuisce la creazione di Silver Surfer, di cui non si fa cenno nell'abbozzo di trama per la storia in cui il personaggio appare per la prima volta (un episodio dei Fantastici Quattro). Sembra che a Kirby fu richiesto di progettare Galactus come una sorta di divinità, nemico dei Fantastici Quattro. Kirby pensò che un cattivo così potente avrebbe dovuto avere un araldo e aggiunse una figura relativamente piccola che solcava i cieli. Lee domandò di cosa si trattasse, e alla fine Silver Surfer divenne uno dei suoi personaggi Marvel preferiti.
La rapidità di Kirby nel realizzare il layout (disposizione delle vignette) delle tavole e nell'elaborare le trame, indusse Lee, nella sua veste di supervisore e direttore artistico, ad assegnare a Kirby la realizzazione delle sole matite, a cui si sarebbe riferito per completare le sceneggiature con i dialoghi. Fatto ciò passava il lavoro a inchiostratori, coloristi e letteristi, che lo avrebbero ultimato per la stampa.

### La DC e la saga del Quarto Mondo
In seguito a profondi disaccordi con Lee e Goodman, Kirby ritornò alla DC all'inizio degli anni settanta. Qui Kirby iniziò a sviluppare una delle opere più complesse della sua vita: la saga dei Nuovi Dei, nota anche con il nome di Quarto Mondo (The Jack Kirby's Fourth World, in originale) a causa di un errore di un redattore DC. La saga si sviluppa attraverso alcune testate come Superman's Pal, Jimmy Olsen, The New Gods, Mister Miracle, The Forever People: in questo grande lavoro, oltre a creare personaggi divenuti, in poco tempo, parte integrante del DC Universe, come il cattivo cosmico Darkseid o gli eroi ribelli Scott Free e Big Barda, ha anche la possibilità di realizzare storie, in piena libertà, su Superman, il capostipite di tutti i supereroi.
A queste storie si aggiunsero altre creazioni originali come O.M.A.C. (One Man Army Corps, traducibile con Uomo-esercito), Kamandi, l'ultimo ragazzo della Terra, il demone Etrigan (noto anche come Demon, o Etrigan, the Demon), entità infernale che vive in simbiosi con l'umano Jason Blood, una nuova incarnazione del Sandman della Silver Age, quest'ultimo nuovamente e per l'ultima volta in coppia con Simon.

### Il ritorno alla Marvel e la fine della carriera

Copertina del volume Machine Man, della collana "Marvel Omnibus", che racchiude le avventure complete dell'omonimo personaggio creato da Jack Kirby nel 1977.

Successivamente Kirby tornò alla Marvel dove si occupò nuovamente di Capitan America (1975) e di Pantera Nera (1977), curandone sia i testi che i disegni. Sempre di questi anni sono: Devil Dinosaur, Gli Eterni (The Eternals), un adattamento di 2001: Odissea nello spazio, da cui derivò anche una omonima serie, e Machine Man. L'ultima collaborazione fumettistica di Kirby con Stan Lee, The Silver Surfer: The Ultimate Cosmic Experience, fu pubblicata nel 1978 come parte della serie Marvel Fireside Books ed è considerata la prima graphic novel della Marvel.
Successivamente, comunque ancora insoddisfatto del trattamento riservato dalla Marvel e avendo ricevuto un'offerta di lavoro da parte di Hanna-Barbera, un lavoro situato nella vicina Hollywood, Kirby lasciò nuovamente la Marvel (stavolta definitivamente) per lavorare nell'animazione, dove elaborò il design, fra gli altri, di Turbo Teen e Thundarr il Barbaro (Thundarr the Barbarian), assieme a Steve Gerber ed altri. In questo periodo lavorò fra le altre cose comunque anche alla serie animata I Nuovi Fantastici Quattro, riunendosi così ancora una volta allo sceneggiatore Stan Lee ma mantenendo in questa occasione i loro rapporti sufficientemente cordiali a livello professionale.

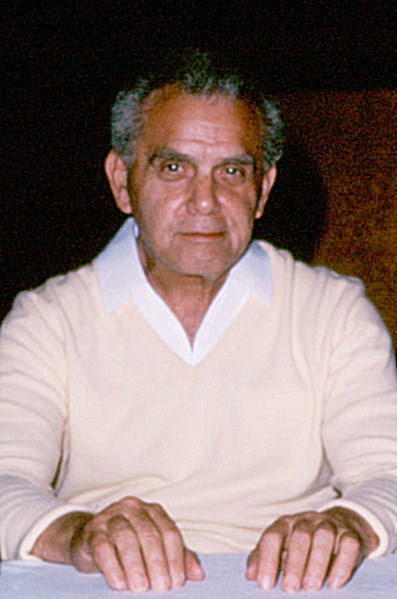
Jack Kirby negli anni '80

Kirby fu anche l'autore delle strisce, su testi di Carl Fallberg, che adattano la storia del film prodotto dalla Disney, The Black Hole - Il buco nero (The Black Hole, 1979), pubblicate dal 2 settembre del 1979 al 24 febbraio del 1980.
Venne quindi la Pacific Comics, un editore statunitense di fumetti specializzato per le fumetterie, che fece un accordo innovativo con Kirby, pubblicando la sua serie Captain Victory. Kirby restava proprietario dei diritti sulle sue creazioni e riceveva percentuali sul venduto. Ciò rappresentò una svolta, creando un precedente che aiutò altri autori a ricevere una considerazione analoga per il loro lavoro nei fumetti. La nascita della Image Comics (1992) affonda le sue radici anche in questo episodio.
Kirby spese molto tempo discutendo con i dirigenti della Marvel sui diritti di proprietà delle sue pagine originali. Alla Marvel, molte di queste pagine di proprietà dell'azienda (a causa di rivendicazioni di copyright obsolete e legalmente dubbie) venivano regalate come regali promozionali ai clienti Marvel o semplicemente rubate dai magazzini dell'azienda. Dopo l'approvazione del Copyright Act del 1976, che ampliò notevolmente le capacità del copyright degli artisti, gli editori di fumetti iniziarono a restituire le opere d'arte originali ai creatori, ma nel caso della Marvel solo se firmavano una liberatoria che riaffermava la proprietà del copyright da parte della Marvel. Nel 1985, la Marvel pubblicò un comunicato in cui chiedeva a Kirby di affermare che le sue opere erano state create su commissione, consentendo alla Marvel di mantenere il copyright per sempre, oltre a chiedere a Kirby di rinunciare a tutte le royalties future. La Marvel gli offrì 88 pagine dei suoi disegni (meno dell'1% della sua produzione totale) se avesse firmato l'accordo, ma si riservava il diritto di reclamare i disegni se Kirby avesse violato l'accordo. Dopo che Kirby criticò pubblicamente la Marvel, chiamandoli delinquenti e sostenendo che stavano trattenendo arbitrariamente le sue creazioni, la Marvel finalmente restituì (dopo due anni di deliberazioni) circa 1.900-2.100 pagine delle circa 10.000-13.000 disegnate da Kirby per la casa editrice.
Negli anni novanta la Topps Comics, fondata nel 1993, pubblicò alcuni titoli rimasti inediti di Kirby che furono ribattezzati Kirbyverse. I testi di alcune storie erano scritti da Roy Thomas e Kurt Busiek. Questi titoli derivavano principalmente da progetti e concetti che Kirby aveva messo da parte, alcuni destinati inizialmente all'ormai defunta Pacific Comics, e poi concessi in licenza a Topps per quello che divenne il mito della "Jack Kirby's Secret City Saga".
L'ultimo fumetto su cui Kirby ha lavorato prima della sua morte è stato Phantom Force per Image Comics e Genesis West nel 1993-1994. La storia è stata scritta da Kirby insieme a Michael Thibodeaux e Richard French, basandosi su una presentazione, rimasta inutilizzata, di otto pagine, realizzata da Kirby nel 1978 per un fumetto di Bruce Lee mai realizzato. Il Re dei fumetti disegnò quattro numeri, prima di morire nel 1994 per insufficienza cardiaca nella sua casa di Thousand Oaks, in California, all'età di 76 anni. Thibodeaux disegnò il resto della serie di fumetti di otto numeri.
Il 12 giugno 1994, pochi mesi dopo la morte di Jack Kirby, Frank Miller tenne un discorso al seminario dei rivenditori e distributori Diamond sull'industria e il suo stato dell'arte, dichiarando:
Nel 2006 la Marvel ha annunciato il ritrovamento di una storia quasi completa e inedita dei Fantastici Quattro realizzata dalla coppia Lee - Kirby, che doveva essere la prima versione di Fantastic Four n. 102, ultimo albo realizzato da Kirby prima di passare alla DC. Le tavole, rimaste a matita e completate da Joe Sinnot, sono state pubblicate nell'albo speciale Fantastic Four The Lost Adventure nel febbraio 2008.

## Eredità
- Kirby è pubblicamente riconosciuto dagli autori di fumetti e dai fan come uno dei più grandi e influenti artisti della storia del fumetto. La sua prolificità fu leggendaria: è stato stimato che nel corso della sua vita abbia disegnato oltre 25 000 pagine oltre a centinaia di strisce e bozzetti. Fu anche pittore, e il design dei suoi personaggi è stato ripreso da numerose produzioni hollywoodiane.
- Nel 1985 fu scoperto che dozzine delle pagine del lavoro di Kirby erano state "perse" dalla Marvel. Della vendita di queste pagine si sarebbe occupata la famiglia di Kirby negli ultimi anni, intentando anche una causa fra Kirby e il suo più celebre datore di lavoro.
- Jacob Kirgstein, un personaggio di Authority, serie WildStorm, è chiaramente ispirato a Kirby.
- In onore di Kirby è intitolato il premio chiamato Kirby Awards, destinato ad autori di fumetti.
- Il gruppo rock Monster Magnet richiamò l'impatto culturale che ebbe l'opera di Kirby in una loro canzone, Melt, che contiene queste parole: «I was thinking how the world should have cried / On the day Jack Kirby died.» (Stavo pensando a come il mondo avrebbe dovuto piangere / Il giorno in cui Jack Kirby morì).
- Il gruppo del percussionista Gregg Bendian, Interzone, registrò un album di tributo nel 2001, intitolato Requiem for Jack Kirby.
- Nella serie di cartoni animati Le avventure di Superman, uno dei personaggi di contorno, Dan Turpin, è modellato sulle fattezze di Jack Kirby.
- Nella serie animata di Rat-Man, una delle vie della Città Senza Nome è chiamata Kirby Street, omaggio di Leo Ortolani a Kirby. Nella serie a fumetti, invece, Kirby compare come protagonista della storia "Il Re e io!", dove Rat-Boy incontra l'autore dei suoi fumetti preferiti, il "Re", che gli spiega la sua poetica.[19]
- Molti autori si richiamano alla lezione del grande Kirby: tra questi, ricordiamo John Byrne, Mike Mignola, John Romita Sr., John Romita Jr., il menzionato Leo Ortolani e, in modo più esplicito, adeguando la sua lezione agli stilemi artistici attuali, José Ladrönn e Steve Rude.
- Di Kirby restano alle generazioni successive la fantasia per scenari tecnologici futuristici, la possanza delle figure e il dinamismo del tratto. Fu Kirby a rompere la tradizione della composizione della tavola in rigidi pannelli, utilizzandone di forme e misure diverse, con immagini vigorose che strabordavano da esse.

## Premi e riconoscimenti
- I Kirby Awards furono dei riconoscimenti assegnati nel campo dei fumetti statunitensi, il cui nome era stato scelto in onore di Jack Kirby.
- Il 14 luglio 2017 Kirby è stato onorato con il premio Disney Legends per avere co-creato tanti personaggi di successo della Marvel tra cui Capitan America, Hulk, Thor, Iron Man, Ant-Man e Pantera Nera, protagonisti del Marvel Cinematic Universe.[20][21]
- Nel 2017 gli è stata dedicata la Mostra "L'arte di Jack Kirby, the King of Comics" (2017) presso WOW Spazio Fumetto, Museo del fumetto, Milano.[6]
- Nel 2017 ha ricevuto un Bill Finger Award postumo per la sua carriera di sceneggiatore.

## Personaggi creati
- A.I.M. (co-creatore)
- Ant-Man (co-creatore)
- Atlas
- Barone Zemo (co-creatore)
- Batroc (co-creatore)
- Blob (co-creatore)
- Boy Commandos (co-creatore)
- Bucky Barnes (co-creatore)
- Capitan America (co-creatore)
- Celestiali

Thor e Ercole disegnati da Jack Kirby.

- Challengers of the Unknown (co-creatore)
- Darkseid (co-creatore)
- Dragon Man (co-creatore)
- Diablo (co-creatore)
- Dottor Destino (co-creatore)
- Dubbilex
- Ercole (co-creatore)
- Eterni
- Etrigan
- Fantastici Quattro (co-creatore)
- Fin Fang Foom (co-creatore)
- Forever People
- Galactus (co-creatore)
- Guardiano (co-creatore)
- Hulk (co-creatore)
- Inumani (co-creatore)
- Iron Man (co-creatore)
- Jasper Sitwell (co-creatore)
- Ka-Zar (co-creatore)
- Kamandi
- Lui (co-creatore)
- Machine Man
- Magneto (co-creatore)
- Manhunters
- Master Mold (co-creatore)
- Mister Miracle
- MODOK (co-creatore)
- Newsboy Legion (co-creatore)
- Nick Fury (co-creatore)
- Nuovi Dei
- OMAC
- Pantera Nera (co-creatore)
- Peggy Carter (co-creatore)
- Pensatore Pazzo (co-creatore)
- Sandman (co-creatore)
- Scarlet (co-creatore)
- Sharon Carter (co-creatore)
- Sentinelle (co-creatore)
- Silver Surfer (co-creatore)
- Skrull (co-creatore)
- Super-Skrull (co-creatore)
- Teschio Rosso (co-creatore)
- Thor (co-creatore)
- Toad (co-creatore)
- Unus (co-creatore)
- Uomo dei Miracoli (co-creatore)
- Uomo Impossibile (co-creatore)
- Uomo Molecola (co-creatore)
- Uomo Radioattivo (co-creatore)
- Uomo Talpa (co-creatore)
- Vendicatori (co-creatore)
- Wasp (co-creatore)
- X-Men (co-creatore)
- Zabu (co-creatore)